# Edificio American Bank Note Company
El Edificio American Bank Note Company  es un banco histórico ubicado en Lower Manhattan, Nueva York. El Edificio American Bank Note Company se encuentra inscrito  en el Registro Nacional de Lugares Históricos desde el 30 de noviembre de 1999.

## Ubicación
El Edificio American Bank Note Company se encuentra dentro del condado de Nueva York en las coordenadas 40°42′17″N 74°00′45″O / 40.704722, -74.0125.